# 荻野綾子
荻野 綾子（おぎの あやこ、1987年9月17日 - ）は、日本の元タレント、リポーター。
現在は芸能界を引退。
学位はbachelor of economic（ハワイ州立ハワイ大学マノア校）。

## 来歴
石川県金沢市出身。自身は2人兄弟の長女。富山県トップの偏差値を誇る富山県立富山中部高等学校を卒業。高校生時代には、理系を専攻し、本人も物理学好きのオタクであることを自称している。
ハワイ州立ハワイ大学を2010年12月首席で卒業。在学中はGOLDEN KEY INTERNATIONAL HONOR SOCIETYをはじめとするGPA3.5以上の成績優秀者のみの所属が認められる団体複数に所属し、研究発表を行う傍ら、女子大生読者モデルとしてJJハワイ本などの雑誌に登場しながら、モデルやスポーツキャスターとしても活動した。地元ハワイのメディア向けにデビット・ベッカムやマイティー・モーへの日英インタビューなど、バイリンガルとして数々の仕事をこなす。
ハワイ州立ハワイ大学卒業後は一般男性と結婚し娘をもうけるも、2018年離婚。シングルマザー。

## 人物
スポーツ
スポーツ全般が得意で100mの最高タイムは中学時代の13秒台である。
趣味・特技・嗜好
TOEIC910点
英語検定準１級

## 出演

### イベント
- 「mom’s eye project」- 日本マクドナルド

### 広告モデル
- タカラトミー「VERYコラボリカちゃん」 - モデル
- ポピンズナーセリー - モデル
- 「mom’s eye project」- 日本マクドナルド
- 「アクエリアス」- 公式アンバサダー
- その他インフルエンサー活動は多岐に渡る